# Погрібняк Яким Кіндратович
Яким Кіндратович Погрібня́к (1707 — ?) — український будівничий XVIII століття.

## Життєпис
Народився 1707 р. в слободі Нова Водолага Харківського полку (нині районний центр Харківської області) в сім'ї Кіндрата Погрібняка. Достеменно відомо, що під орудою Якима Погрібняка було споруджено п'ятиверху дерев'яну Введенську церкву (1761) в слободі Артемівці (тепер у межах м. Мерефа Харківської області). Дослідники відзначають архітектурну правильність форм Введенської церкви, стрункість, високу мистецьку техніку задуму й виконання. Складна гра поверхонь, горизонтальних і вертикальних ліній, контрастний перегук білих верхів та кольорових одвірків давали підставу зіставити цю споруду із стильовою системою рококо. Пам'ятку було знищено наприкінці 1930-х років.
У ході пам'яткознавчих обстежень Слобожанщини церкву обміряв, зафотографував відомий дослідник пам'яток церковного будівництва Стефан Таранушенко (1927, за ін. даними, на початку 1930-х рр.). Він пов'язує форми артемівської Введенської церкви з архітектурними особливостями чималої групи слобожанських храмів, яку прийнято називати Лимано-Бишкинською групою (див. Лиманська школа). Дуже ймовірно, що деякі з храмів Лиманської школи були збудовані під орудою Погрібняка. «Можна припускати, що Яким Погрібняк, — той, що збудував славетний Самарський запорожський собор, а був родом з села Нових Водолаг, — писав С. Таранушенко, — почав свою працю в близьких до Харкова околицях». Він спорудив п'ятиверху дерев'яну церкву Різдва Богородиці у місті Мерефі. Краса цієї споруди спонукала козацьку старшину Самарської паланки запросити Якима Погрібняка до будівництва Троїцького собору в м. Новоселиці (нині — місто Самар Дніпропетровської області). Троїцький собор будувався в 1775 —78 (перебудований 1888). Ця пам'ятка стала вершиною архітектурної майстерності Якима Погрібняка й свідченням досконалості українського дерев'яного храмового будівництва. З ім'ям цього будівничого деякі дослідники пов'язують і спорудження Спасо-Преображенської церкви в Кам'янці на Запорожжі.
Інформації про життя та діяльність Якима Погребняка збереглося дуже мало, переважно у вигляді народних переказів, які були оприлюднені в дослідженнях Григорія Надхіна, Феодосія Макаревського, Павла Житецького (під псевдонімом «П. Г.»), Дмитра Яворницького. У подвірному переписі населення слободи Нової Водолаги 1763 р. знаходимо згадку про Якима Погрібняка, його сина Трохима та онука Григорія. У архівних записах натрапляємо й на властиву народну вимову прізвища майстра — Погрібняк.

## Пам'ять, вшанування
Яким Погребняк — головний герой повісті Оксани Мардус «Таємниця скрижалей».